# Неокреационизм
Неокреациониз́м — псевдонаучное движение, целью которого является переформулировать креационизм в терминах, более приемлемых для общественности, политиков, педагогов и научного сообщества, то есть в нерелигиозных терминах и без апелляций к Священному Писанию. Был создан в ответ на постановление Верховного суда США от 1987 года по делу Эдвардс против Агиллара, согласно которому креационизм по своей сути является религиозной концепцией и что отстаивание его как правильного или точного в учебных программах государственных школ нарушает Учредительный пункт Первой поправки.
Одно из главных утверждений неокреационизма состоит в том, что якобы объективная ортодоксальная наука, основанная на натурализме, на самом деле является догматически атеистической религией. Его сторонники утверждают, что научный метод исключает определённые объяснения явлений, особенно там, где они указывают на сверхъестественные элементы, тем самым эффективно исключая религиозное понимание из вклада в понимание Вселенной. Это приводит к открытой и часто враждебной оппозиции тому, что неокреационисты называют «дарвинизмом», под которым они обычно подразумевают эволюцию, но который они могут расширить, включив в него такие концепции, как абиогенез, эволюция звёзд и теория Большого взрыва.
Известные неокреационистские организации включают Институт Дискавери и его Центр Науки и Культуры. Неокреационистам ещё предстоит установить признанную линию законных научных исследований, и на 2015 год не имеют научной и академической легитимности даже среди многих преподавателей евангельских христианских колледжей. Юджини Скотт и другие критики считают неокреационизм наиболее успешной формой иррационализма. Основная форма неокреационизма — разумный замысел. Иногда постулировалась вторая форма, теория резкого появления, которая утверждает, что первая жизнь и вселенная возникли внезапно, а растения и животные появились внезапно в сложной форме.

## Мотивы
Неокреационистское движение мотивировано опасением, что религия подвергнется нападкам со стороны изучения эволюции. Аргумент, общий для неокреационистских оправданий, состоит в том, что общество пострадало от «разрушительных культурных последствий» принятия материализма и что наука является причиной этого распада в материализм, поскольку наука ищет только естественные объяснения. Они считают, что теория эволюции подразумевает, что люди не имеют духовной природы, моральной цели и внутреннего смысла, и, таким образом, принятие эволюции обесценивает человеческую жизнь, что прямо ведёт к зверствам, совершённым, например, гитлеровским нацистским режимом. Сторонники движения стремятся «победить материалистическое мировоззрение», представленное теорией эволюции, в пользу «науки, созвучной христианским и теистическим убеждениям». Филип Э. Джонсон, «отец» движения за разумный замысел, заявляет, что цель движения — «подтвердить реальность Бога».
Большая часть усилий неокреационистов в ответ на науку состоит из полемики, в которой подчёркиваются пробелы в понимании или незначительные несоответствия в литературе по биологии, а затем делаются заявления о том, что может и не может происходить в биологических системах. Критики неокреационизма предполагают, что неокреационистская наука состоит в цитировании биологической литературы (включая устаревшую литературу) в поисках незначительных ошибок, несоответствий или полемически многообещающих примеров внутренних аргументов. Эти внутренние разногласия, фундаментальные для работы всех естественных наук, затем драматически преподносятся непрофессионалам как свидетельство фальсификации и надвигающегося краха «дарвинизма». Критики предполагают, что неокреационисты обычно используют этот метод, чтобы использовать технические проблемы биологии и эволюционной теории в своих интересах, полагаясь на публику, которая недостаточно научно грамотна, чтобы следить за сложными, а иногда и трудными деталями.
Роберт Пеннок утверждает, что сторонники разумного замысла «фабрикуют инакомыслие», чтобы объяснить отсутствие научного обсуждения своих утверждений: «„Научные“ утверждения таких неокреационистов, как Джонсон, Дентон и Бихи, частично основаны на представлении о том, что эти проблемы [связанные с эволюцией] являются предметом скрытой дискуссии среди биологов…. По мнению неокреационистов, очевидное отсутствие этой дискуссии и почти всеобщее неприятие заявлений неокреационистов должно быть вызвано заговором среди профессиональных биологов, а не отсутствием научных заслуг».
Юджини Скотт описывает неокреационизм как «смешанный набор антиэволюционных стратегий, вызванных судебными решениями против законов равного времени». Эти судебные решения, Маклин против Арканзаса и Эдвардс против Агиллара обрекли преподавание науки о сотворении как альтернативу теории эволюции на уроках естествознания в государственных школах. Скотт считает разумный замысел и различные стратегии сторонников разумного рамысла, такие как «Обучение противоречию» и «Критический анализ эволюции», ведущими примерами неокреационизма.
Неокреационисты обычно отвергают термин «неокреационизм», утверждая, что это уничижительный термин. Любая связь их взглядов с креационизмом подорвала бы их цель — прослыть сторонниками новой формы науки. Вместо этого они идентифицируют себя со своей ненаучной аудиторией как проводящие достоверную науку, иногда переопределяя науку в соответствии со своими потребностями. Это отвергается подавляющим большинством реальных практиков науки. Тем не менее, неокреационисты заявляют, что представляют и проводят достоверную науку, которая равна или превосходит теорию эволюции, но ещё не провели признанных научных исследований и испытаний, подтверждающих их утверждения. Вместо этого преобладающими неокреационистскими работами являются публикации, ориентированные на широкую общественность, законодателей и политиков. Большая часть этой опубликованной работы носит полемический характер, оспаривая и опровергая то, что они считают «научной ортодоксией», которая защищает и защищает «дарвинизм», одновременно нападая и высмеивая предполагаемые альтернативы, такие как разумный замысел. Примерами неокреационистской полемики являются стратегия Клина Института Дискавери, книга «Дарвин на суде» Филиппа Э. Джонсона и книга Ричарда Вейкарта «От Дарвина до Гитлера». Исследования для книги Вейкарта финансировались Институтом Дискавери и продвигаются через институт. И Джонсон, и Вейкарт связаны с Discovery Institute; Джонсон является консультантом программы, а Вейкарт — научным сотрудником.